# Stensöteväxter
Stensöteväxter (Polypodiaceae) är en familj inom divisionen ormbunksväxter.
Familjens status inom systematiken är omstridd och de ingående släktena hänförs numera ofta till andra familjer, till exempel hällebräkenväxter (Woodsiaceae). En vanligt förekommande medlem i familjen är stensöta.